# Aceratorchis
Lan vô cự (danh pháp: Aceratorchis) Schltr., 1922 là một chi nhỏ trong họ Lan (Orchidaceae).
Họ này chỉ gồm 2 loài thực vật biểu sinh, phân bố trong những khu rừng trên núi và đồng cỏ trải dài từ Tây Tạng cho đến khu vực trung tâm Trung Quốc và Vân Nam.
Họ lan này cao từ 6 đến 15 cm, thân rễ leo, mọng và phân ngón.
Thân hình trụ thẳng đứng, với 2 lớp vỏ hình ống.
Lá xanh, nhẵn, có cuốn, hình thìa thuôn dài hoặc cụt ở đầu. Lan thường bám chặt quanh thân cây.
Chùm hoa có 1-6 hoa nhỏ với lá bắc hình mũi mác. Đài hoa hình chữ nhật có 3 vân và đỉnh xòe ra. Đài hoa ở phía dưới có dạng lõm, tạo với cánh hoa thành dạng như một cái mui xe. Các đài hoa ở mặt bên có dạng căng láng.

## Các loài
- Aceratorchis albiflora Schltr. 1922 (từ Tây Tạng đến Vân Nam) - Lan vô cự Thanh Tạng
- Aceratorchis tschiliensis Schltr. 1922 (Thanh Hải đến trung tâm Trung Quốc) - Lan vô cự